# Мейтнер (лунный кратер)
Кратер Ме́йтнер (лат. Meitner) — большой древний ударный кратер в экваториальной области обратной стороны Луны. Название присвоено в честь австрийского физика и радиохимика Лизы Мейтнер (1878—1968); утверждено Международным астрономическим союзом в 1970 г. Образование кратера относится к нектарскому периоду.

## Описание кратера

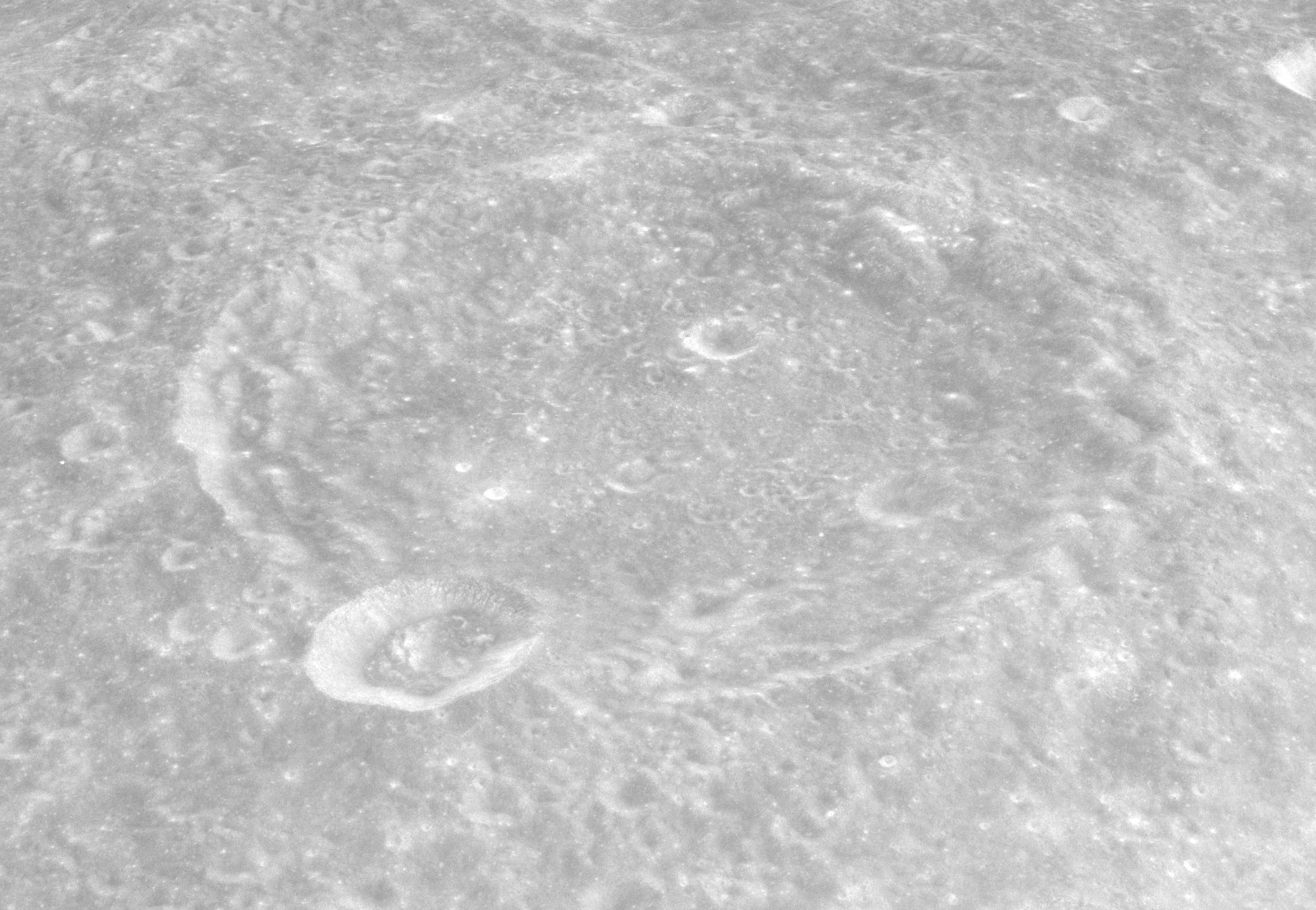
Снимок кратера с борта Аполлона-17.

Ближайшими соседями кратера Мейтнер являются огромный кратер Пастер на западе; кратер Эйнтховен на севере-северо-западе; кратер Везалий на севере; кратер Лангемак на востоке; кратер Кондратюк на юго-востоке; кратер Хвольсон на юге и кратер Гильберт на юго-западе. Селенографические координаты центра кратера 10°52′ ю. ш. 113°06′ в. д. / 10,87° ю. ш. 113,1° в. д., диаметр 87,3 км, глубина 2,8 км.
Кратер Мейтнер имеет циркулярную форму с небольшим выступом в южной части и значительно разрушен. Вал сглажен, южная часть вала практически сравнялась с окружающей местностью, северо-восточная часть вала перекрыта сателлитным кратером Мейтнер C. В западной и восточной части внутреннего склона просматриваются остатки террасовидной структуры. высота вала над окружающей местностью достигает 1400 м, объем кратера составляет приблизительно 7200 км³.  Дно чаши сравнительно ровное, испещрено множеством мелких кратеров. В западной части чаши расположены два приметных маленьких чашеобразных кратера.

## Сателлитные кратеры

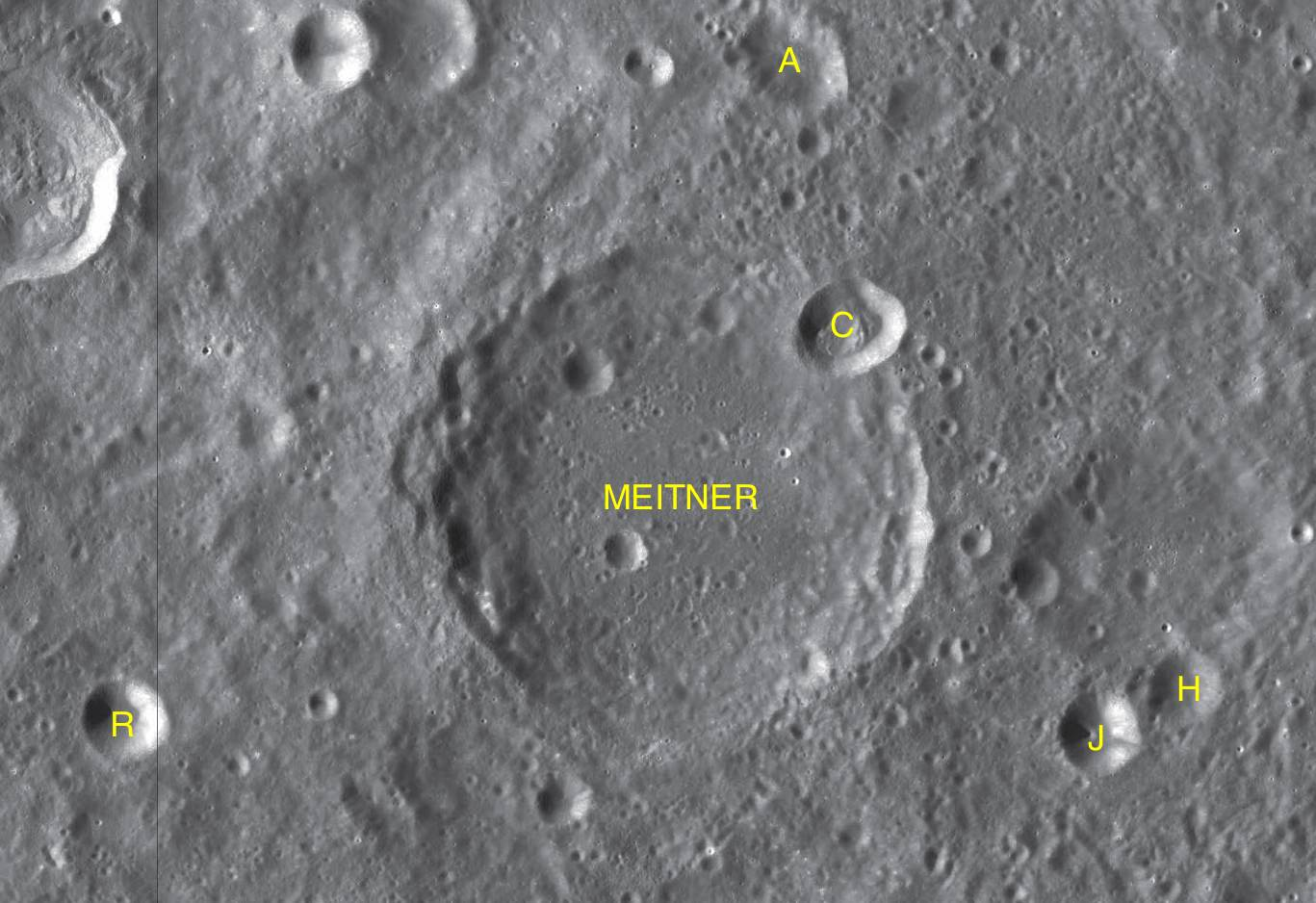
Фрагменты карт LAC-82, LAC-83.

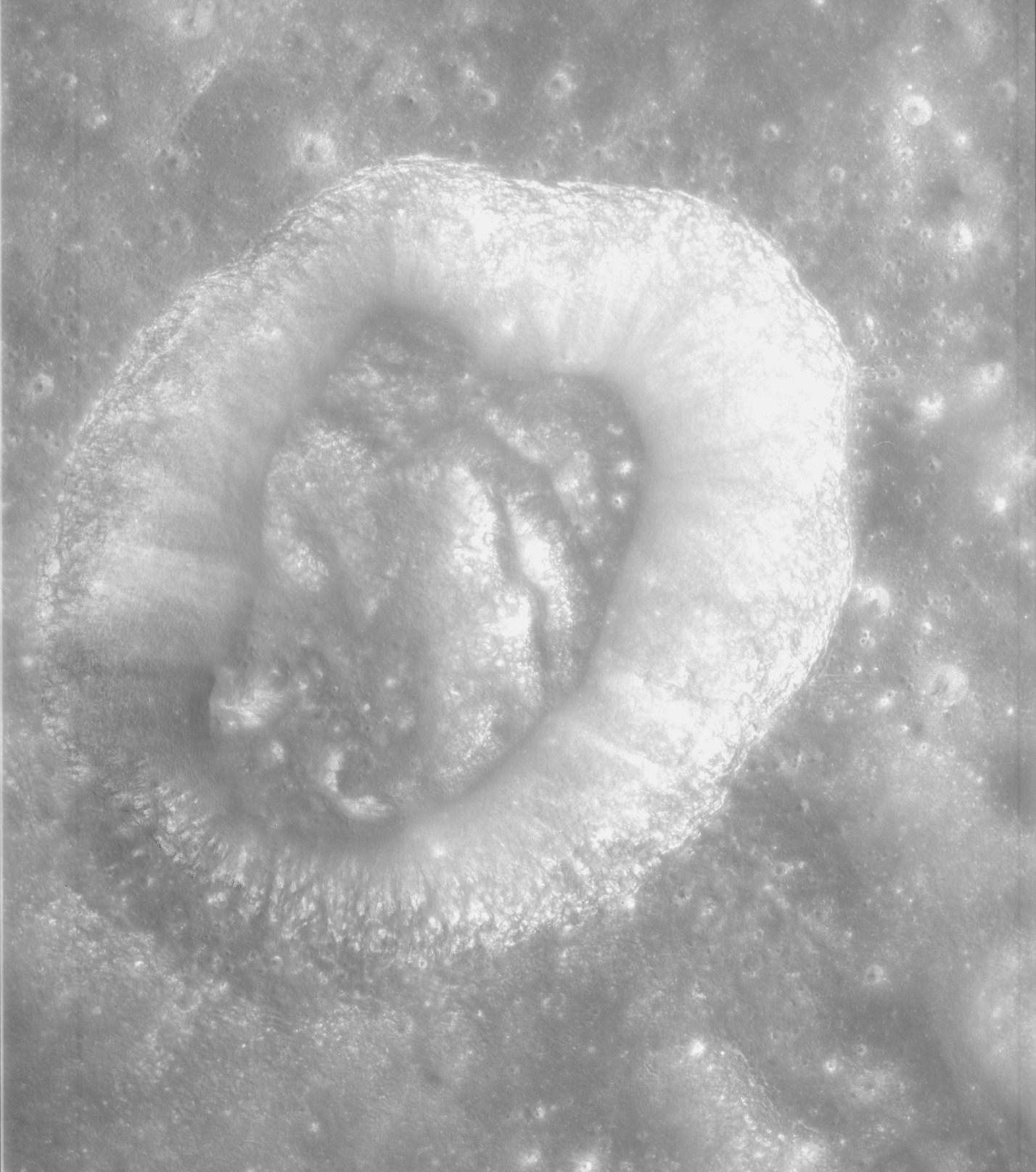
Сателлитный кратер Мейтнер C. Снимок с борта Аполлона-15.

| Мейтнер | Координаты                                              | Диаметр, км |
| ------- | ------------------------------------------------------- | ----------- |
| A       | 8°23′ ю. ш. 113°48′ в. д. / 8,39° ю. ш. 113,8° в. д.    | 16,4        |
| C       | 9°55′ ю. ш. 114°05′ в. д. / 9,92° ю. ш. 114,09° в. д.   | 20,3        |
| H       | 12°01′ ю. ш. 116°05′ в. д. / 12,02° ю. ш. 116,09° в. д. | 13,6        |
| J       | 12°16′ ю. ш. 115°34′ в. д. / 12,26° ю. ш. 115,57° в. д. | 13,9        |
| R       | 12°12′ ю. ш. 109°49′ в. д. / 12,2° ю. ш. 109,82° в. д.  | 15,0        |

## Галерея

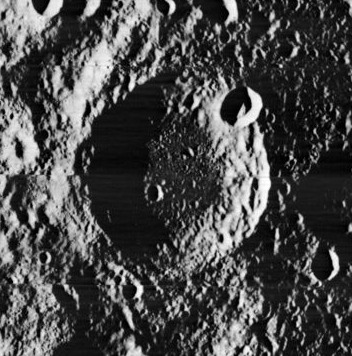
Кратер Мейтнер – снимок зонда Lunar Orbiter – II.
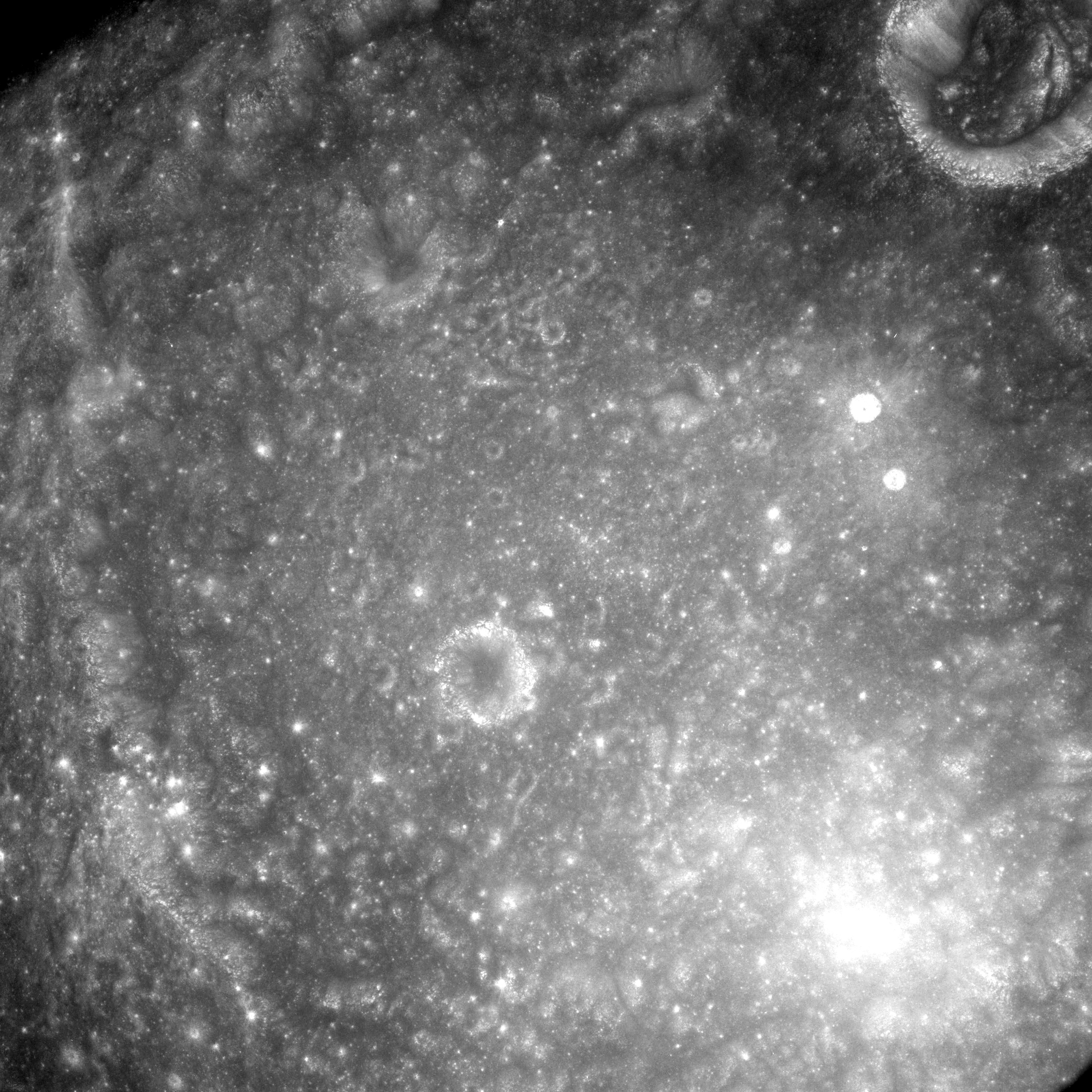
Чаша кратера Мейтнер, снимок с борта Аполлона-8.

## См.также
- Список кратеров на Луне
- Лунный кратер
- Морфологический каталог кратеров Луны
- Планетная номенклатура
- Селенография
- Минералогия Луны
- Геология Луны
- Поздняя тяжёлая бомбардировка